# Constitution du Turkménistan
 (novembre 2020).
Si vous disposez d'ouvrages ou d'articles de référence ou si vous connaissez des sites web de qualité traitant du thème abordé ici, merci de compléter l'article en donnant les références utiles à sa vérifiabilité et en les liant à la section « Notes et références ».
Lire en ligne

Consulter

La constitution du Turkménistan est la loi fondamentale de la république du Turkménistan (article 5). Adoptée le 18 mai 1992, elle se substitue aux anciens textes soviétiques.
Dans son préambule, la constitution met l'accent sur le droit à l'autodétermination du peuple turkmène ainsi que sur la nécessité de préserver les droits élémentaires des citoyens. La constitution de 1992 a été amendée en 1995, 1999, 2005 et 2008. Une nouvelle constitution a été adoptée le 14 septembre 2016.

## Historique

### Première section
La première section de la constitution de 2008 est composée de 17 articles (dont 15 issus directement de la constitution de 1992). Le premier article définit la république du Turkménistan comme une démocratie et une république présidentielle, soulignant par ailleurs la pleine souveraineté du pays, son indivisibilité et la nécessité de préserver son intégrité territoriale.
L'article 3 proclame que le respect des droits individuels et de la dignité humaine sont des valeurs garanties par l'état. L'article 8 indique que les résidents étrangers et les apatrides vivants sur le territoire de la république bénéficient des mêmes droits et devoirs que les citoyens turkmènes. Plusieurs articles garantissent le droit à la propriété (art.9), la liberté de religion (art.12). L'article 4 proclame la séparation des pouvoirs et l'indépendance du pouvoir judiciaire.
L'article quatorze établit le turkmène comme unique langue officielle du pays et l'article quinze confirme le statut de capitale de la ville d'Achgabat. L'article 10 confirme l'engagement de l'état en faveur de l'économie de marché et sa volonté de développer petites et moyennes entreprises. L'article seize décrit l'organisation territoriale du pays en provinces (Welayat), cités ayant le statut de province autonome, districts (Etrap), cités ayant le statut de districts, cités dépendant d'un district et cités au statut particulier.

### Seconde section
La seconde section définit les droits et devoirs des individus et citoyens. La constitution de 2008 garantit ainsi l'égalité en droit (art.19), l'égalité entre les sexes (art.20) et la liberté de mouvement (art.26). L'article 23 garantit les citoyens contre tout traitement inhumain ou dégradant. Le droit au travail (art.33), au repos (art.34), à l'éducation (art.38) sont inscrits dans la constitution. Parmi les autres droits garantis par l'état figurent le droit aux soins de santé (art.35), à une pension de vieillesse (art.37) ou d'invalidité (art.34). La constitution de 2008 a introduit le droit à un environnement de qualité, à charge pour le gouvernement de préserver les ressources naturelles et l'environnement (art.36).
L'article 21 établit que la possibilité de chacun de jouir de ses droits et libertés individuelles ne doit pas aller à l'encontre des droits et libertés des autres citoyens. De fait, l'exercice des droits et libertés de chacun ne doit ni constituer un délit, ni un outrage à la morale, ni un trouble à l'ordre public, sous peine de se voir infliger les sanctions prévues par la loi. L'article 22 proclame le droit à la vie de chacun et confirme l'abolition de la peine de mort (autorisée par la constitution de 1992 « pour les crimes les plus graves » avant d'être interdite par décret présidentiel en 1999).
Plusieurs articles mettent aussi l'accent sur les devoirs inhérents à tout citoyen, parmi lesquels l'obligation d'effectuer un service militaire (art.41) et de payer ses impôts (art.42).

### Troisième section
La troisième et dernière section définit l'organisation gouvernementale du Turkménistan. Le pouvoir exécutif est assuré par le président de la république et son cabinet des ministres, le pouvoir législatif par l'assemblée nationale (Mejlis) et le pouvoir judiciaire par la cour suprême (art. 48). Le conseil du peuple (Halk Maslahaty) est aboli en 2008, remplacé par l'assemblée nationale (125 membres au lieu de 65).
Les articles 50-58 de la constitution de 2008 définissent les pouvoirs du président de la république. Le président de la république est à la fois chef de l'état et chef du gouvernement (art. 50). Il a toute autorité sur les affaires de politique étrangère et est le chef suprême des armées (art. 53). En plus d'avaliser les lois votées par l'assemblée nationale, il peut le cas échéant gouverner par décrets présidentiels (art. 54).